# Jan Kallberg
Jan Kallberg, tidigare Källberg, är en svensk-amerikansk statsvetare och cyberforskare bosatt i USA. Han är Assistant Professor i amerikansk politik vid United States Military Academy, även kallat West Point, samt forskare vid Army Cyber Institute at West Point  och Managing Editor för forskningstidskriften Cyber Defense Review.  Han har författat ett fyrtiotal vetenskapliga artiklar om cyberkrigföring och tidigt identifierat koncept för offensiva operationer.  Kallberg är även fakultetsmedlem vid George Washington University där han undervisar i magisterprogrammet för cyberstrategi och säkerhet .
Kallberg disputerade i offentligt ledarskap vid University of Texas at Dallas. Han är svensk jurist från Stockholms universitet och Ph.D. i Public Affairs och M.A. i statsvetenskap från University of Texas at Dallas. Han var tidigare forskare vid University of Texas at Dallas. Som forskare vid University of Texas at Dallas var hans forskningsintresse cyber inom ramen för nationella säkerhetsfrågor.
Han var tidigare konsultchef i Chicago och ansvarig för storföretagstjänster i New York. 
Kallberg var kolumnist i Metro åren 2000-2006. Han är kolumnist i Dagens Juridik och Defense News Fifth Domain. År 2001 startade han en borgerlig politisk maillista kallad 1976 vars medlemmar är i huvudsak borgerliga opinionsbildare.

## Kritik mot det svenska yrkesförsvaret
Som tidigare krigskompanichef och reservofficer har Kallberg varit en kritiker av det svenska yrkesförsvaret, särskilt utlandsmissioner och yrkessoldater, där han konsekvent hävdat att det bygger på en förlegad världsbild. I tidskriften Vårt Försvar hösten 2010 beskrev han en händelseutveckling för det framtida amerikanska försvaret och den amerikanska synen på närvaron i Europa, vilket sedan inföll med USA:s nya försvarsdoktrin 2012. Detta förändrar helt förutsättningarna för det svenska försvaret, enligt Kallberg i artikeln, som hävdar att Alliansens försvarspolitik är tio år efter sin tid och bygger på en omvärld som inte längre existerar och att insatserna i Afghanistan saknar långsiktigt säkerhetspolitiskt värde för Sverige då Ryssland framväxande stormaktsambition är det reella hotet.  Han har tidigt särskilt kritiserat att Försvarsmakten underskattat den slutliga kostnaden för införandet av yrkesförsvar. 